# Microkayla iatamasi
Microkayla iatamasi is een kikker uit de familie Craugastoridae. De soort komt voor in Bolivia. Microkayla iatamasi wordt bedreigd door de klimaatverandering.